# Aleksandar Trajkovski
Pour les articles homonymes, voir Trajkovski.
Aleksandar Trajkovski (en macédonien : Александар Трајковски), né le 5 septembre 1992 à Skopje (Macédoine), est un footballeur international macédonien. Il joue actuellement au poste d'ailier gauche.

## Biographie

### Débuts et formation
Aleksandar Trajkovski est né à Skopje, capitale de la Macédoine du Nord. Il fait ses débuts professionnels avec le club du Cementarnica 55, situé dans la capitale. Le club évolue alors en seconde division. Lors de sa première saison, il dispute 11 matchs et marque 2 buts.

### Carrière internationale
Avec sa sélection, il participe à l'Euro 2020.
Le 24 mars 2022, il inscrit dans le temps additionnel le but victorieux face à l'Italie en demi-finale de barrages de qualification à la Coupe du monde 2022.